# Власть (фильм, 1968)
«Власть» — американский кинофильм 1968 года. В основе фильма одноимённый научно-фантастический роман Фрэнка Малкома Робинсона 1956 года.

## История создания
Фильм продюсировал Джордж Пэл, а снимал режиссёр Байрон Хэскин, до этого поставивший ряд классических экранизаций фантастики и приключений — «Остров сокровищ» (1950) по Стивенсону, «Война миров» (1953) по Уэллсу, «С Земли на Луну» (1958) по Жюлю Верну.
Сюжет книги Фрэнка Робертсона был существенно переработан сценаристом Джоном Гейем, место действия перенесено в городок Сан-Марино в Калифорнии, изменены имена многих героев (впрочем, фамилии Таннер, Нордлунг и Ван Зандт были оставлены), убраны некоторые сюжетные линии и второстепенные персонажи, чтобы при достаточно насыщенном экранном действии хронометраж фильма не превысил стандартный для того времени — 1 ч 40 мин или чуть больше.
Кинозвезда Джордж Хэмилтон был приглашён на главную роль — профессора Джима Таннера, а Сюзанн Плешетт на роль его напарницы и объекта романтического интереса Маргери Лэнсинг (в книге Мардж Хэнсон). Несмотря на значительную переработку сюжета, история, рассказанная в фильме, весьма близка по духу и последовательности событий к книге Робертсона, за исключением развязки.
В фильме много запоминающихся моментов: убийство с помощью центрифуги, «свихнувшийся» указатель, игрушечные солдаты, стреляющие из настоящих ружей, «оживающие» предметы. Музыка, написанная обладателем «Оскара» Миклошем Рожей, также весьма выразительна, использованы экзотические инструменты (цимбалы), присутствуют звуковые эффекты, подчёркивающие самые напряжённые моменты фильма. Например, слышен гулкий стук сердца во время подавления воли героя телепатом.

## Сюжет
Главный герой, исследователь Таннер, обнаружил, что среди его коллег есть кто-то, владеющий психическими сверхспособностями, а именно телекинезом. К своему удивлению Таннер понимает, что и сам обладает этим даром. Но тут его сослуживцы начинают гибнуть один за другим, и Таннер начинает охоту за вторым «суперменом», пока, наконец, не сталкивается лицом к лицу с непобедимым соперником.

## В ролях
- Джордж Хэмилтон — профессор Джим Таннер
- Сюзанн Плешетт — профессор Маргери Лэнсинг
- Ричард Карлсон — профессор Норман И. ван Зандт
- Ивонн Де Карло — миссис Сэлли Холлсон
- Эрл Холлиман — профессор Талбот Скотт (Скотти)
- Гэри Меррилл — Марк Корлейн
- Кен Мюррэй — Гровер
- Барбара Николс — Флора
- Артур О’Коннелл — профессор Гарри Холлсон
- Нехемиа Персофф — профессор Карл Мельникер

## Дополнительные факты
На русском языке фильм не демонстрировался и не издавался.